# Santa Ana la Real
Santa Ana la Real ist ein Ort und eine Gemeinde (municipio) mit 472 Einwohnern (Stand: 2024) im Nordosten der südspanischen Provinz Huelva in der Autonomen Gemeinschaft Andalusien.

## Lage
Santa Ana la Real liegt auf einer Anhöhe im Naturpark der Sierra de Aracena etwa gut 70 km (Fahrtstrecke) nordnordöstlich der Hafenstadt Huelva in einer Höhe von ca. 630 m.
Das Klima im Winter ist gemäßigt, im Sommer dagegen warm bis heiß; die geringen Niederschlagsmengen (ca. 583 mm/Jahr) fallen – mit Ausnahme der nahezu regenlosen Sommermonate – verteilt übers ganze Jahr.

## Bevölkerungsentwicklung
| Jahr      | 1970 | 1980 | 1990 | 2000 | 2010 | 2020 |
| Einwohner | 740  | 649  | 505  | 474  | 540  | 489  |

Der deutliche Bevölkerungsrückgang in der zweiten Hälfte des 20. Jahrhunderts ist im Wesentlichen auf die Mechanisierung der Landwirtschaft und den damit einhergehenden Verlust an Arbeitsplätzen zurückzuführen.

## Sehenswürdigkeiten
- Annenkirche (Iglesia de Santa Ana)
- Bartholomäuskapelle (Ermita de San Bartolomé)

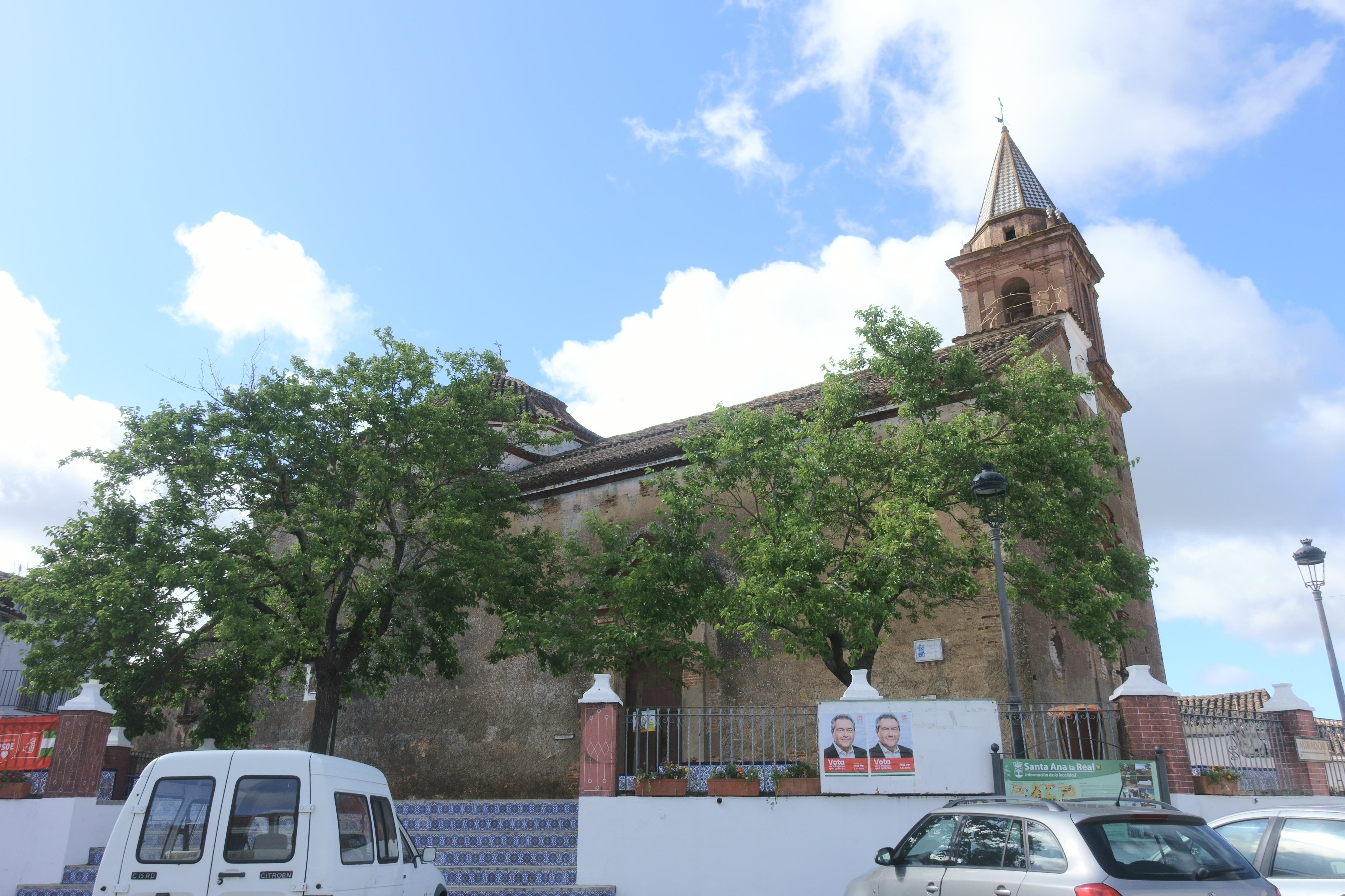
Annenkirche
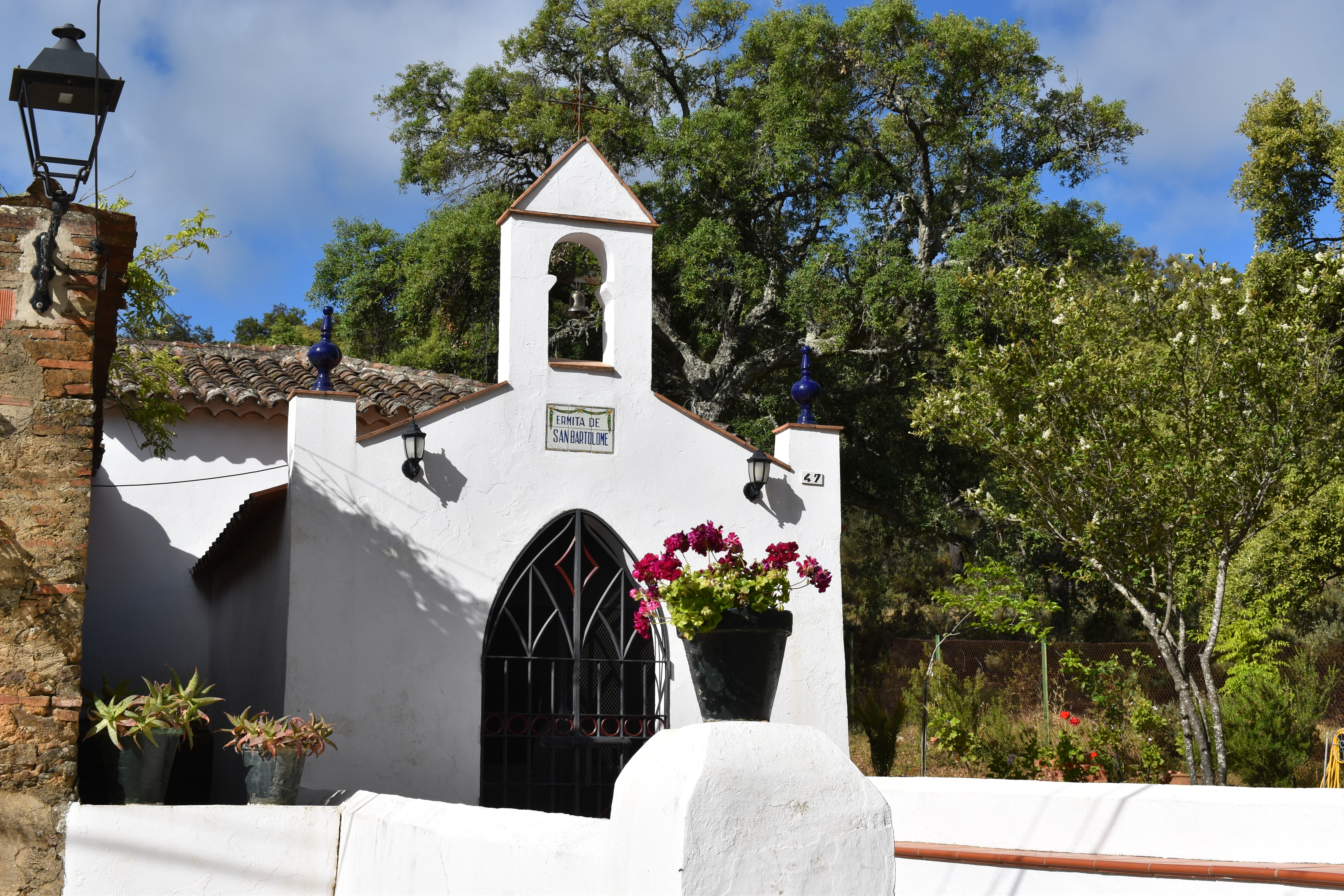
Bartholomäuskapelle
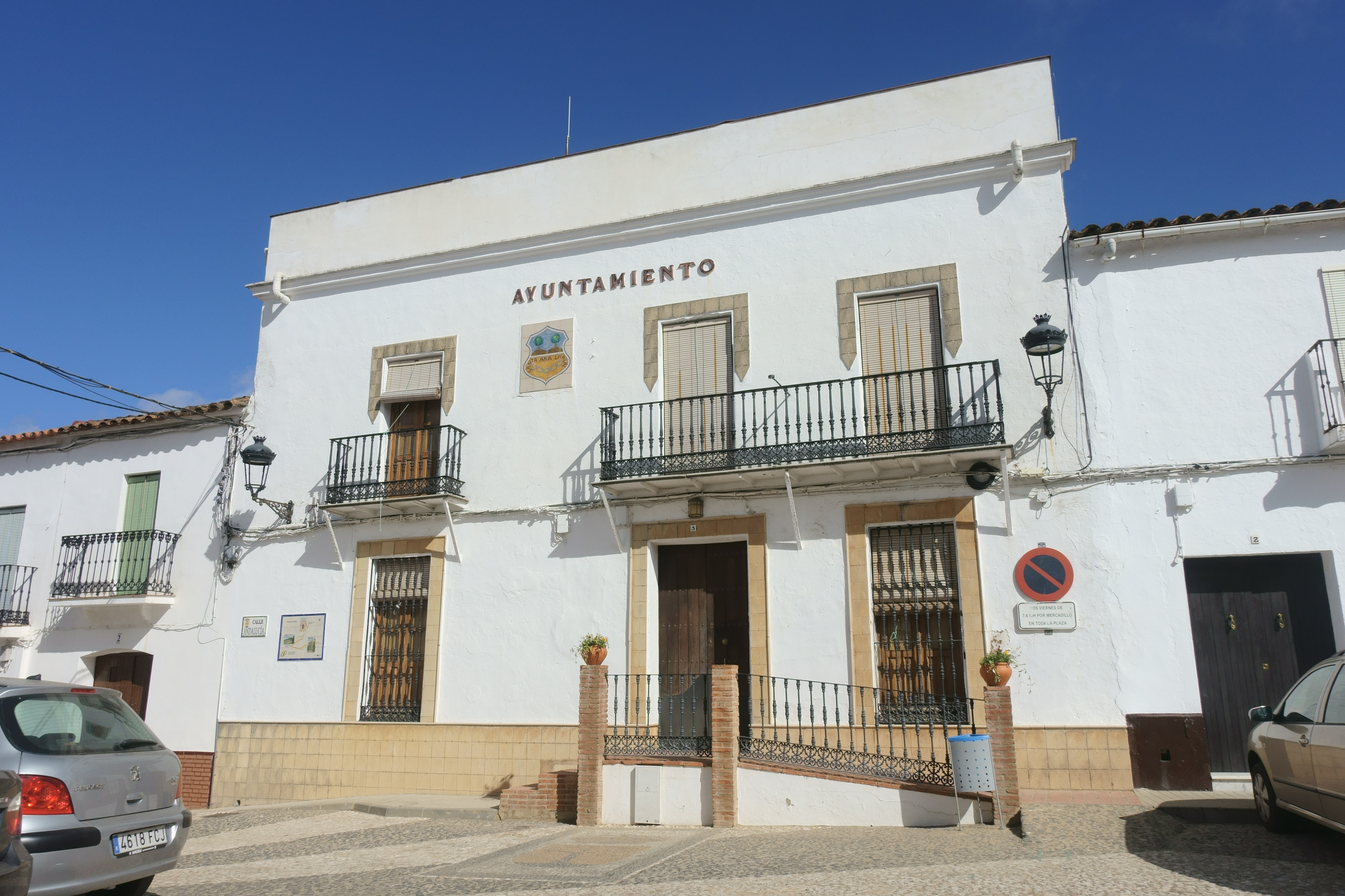
Rathaus